# OTV-5

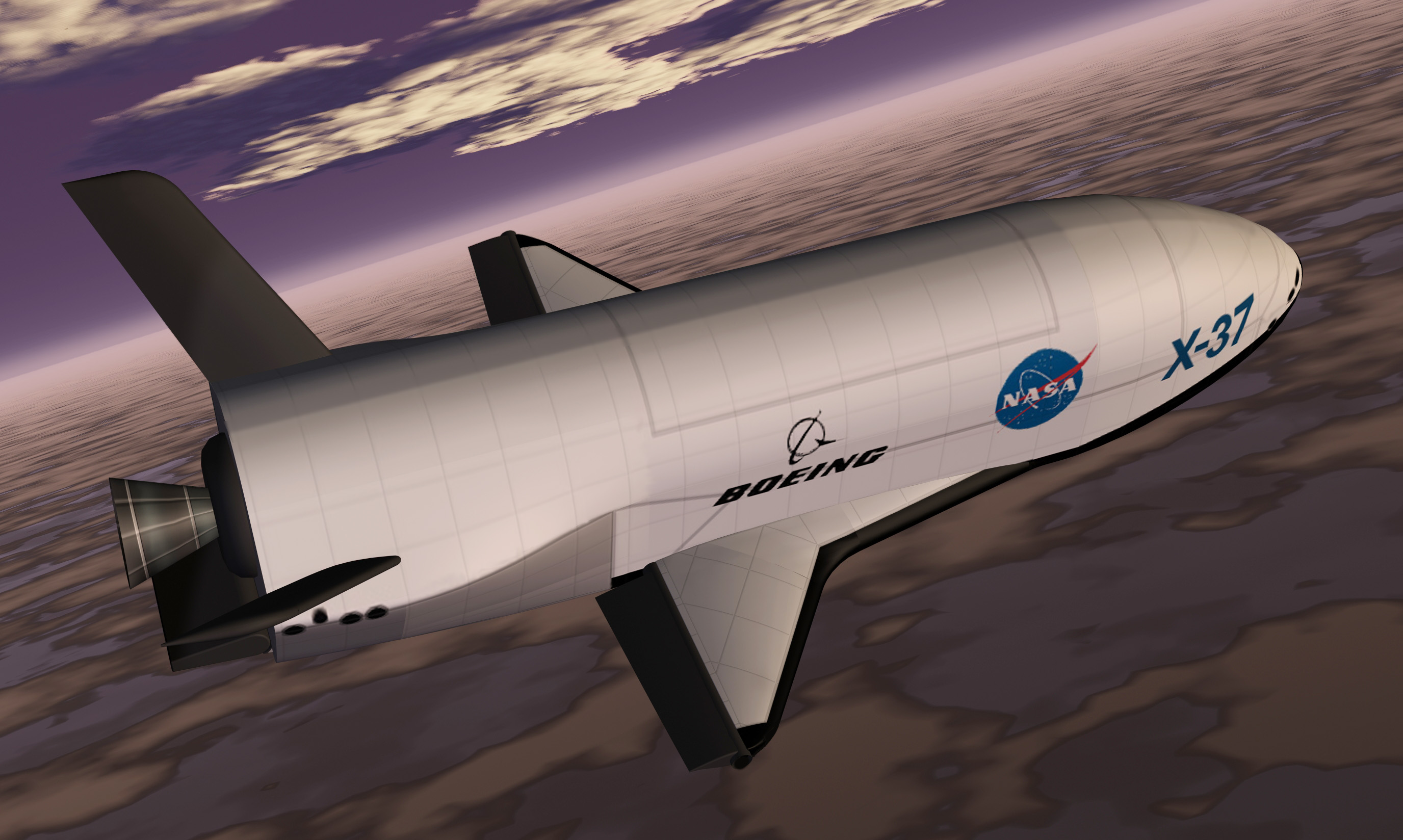
X-37B (umělecká představa)

OTV-5 byl pátý let armádního miniraketoplánu Boeing X-37, který provozuje letectvo Spojených států amerických. Byl vynesen raketou Falcon 9 Block 4 od společnosti SpaceX ze startovací rampy LC-39A v Kennedyho vesmírném středisku. První stupeň rakety přistál na ploše LZ-1. Při předchozích misích byla k vynesení miniraketoplánu použita raketa Atlas V od společnosti ULA, ale o tento let se nemohla společnost ucházet, protože jedním z účelů této mise je potvrdit, že raketoplán může být vynášen více raketami. I v případě nehody jedné z nich by tak měl být k dispozici nosič, který by mohl miniraketoplán dopravit do vesmíru. Samotný miniraketoplán je tajný projekt, na jehož palubě se ve vesmíru provádí testy nových technologií. K přistání došlo 27. října 2019 na Shuttle Landing Facility.

## Okolnosti startu
V červnu 2017 bylo poprvé oznámeno, že SpaceX v srpnu téhož roku vynese na oběžnou dráhu první zakázku pro USAF. Později bylo upřesněno, že bude vynesen armádní miniraketoplán X-37B. Bylo to nečekané oznámení, jelikož všechny předchozí lety odbavila United Launch Aliance se svojí raketou Atlas V. Později vyšlo najevo, že ULA se o tento let nemohla ucházet, jelikož letectvo chtělo otestovat možnost vynesení jinou raketou. SpaceX se svojí raketou Falcon 9 byla jedinou další možností, jelikož SpaceX v roce 2015 získala certifikaci amerického letectva.
Při tomto letu byl u rakety použit nový, tvarově upravený připojovací adaptér a na rameno startovní rampy byla přidána další klimatizační hadice, která nejspíše slouží pro chlazení vnitřních prostor nákladu. Na prvním stupni Falconu 9 byla použita původní hliníková kormidla. Statický zážeh před misí proběhl 31. srpna 2017 v 22:30 SELČ.

## Průběh letu
Z dostupných informací je známo, že miniraketoplán s sebou veze malé družice a v nákladovém prostoru má umístěné zařízení Advanced Structurally Embedded Thermal Spreader II. To by mělo testovat novou elektroniku a také technologie oscilujících tepelných trubic. Délka tohoto letu není známa, ale při předchozích misích strávil miniraketoplán ve vesmíru až 717 dní.
Pozorováním bylo určeno, že 12. dubna 2018 měla oběžná dráha výšku 356 – 357 km a sklon 54,47°, to znamená, že téměř půl roku raketoplán svoji dráhu příliš neměnil.
Raketoplán strávil na oběžné dráze 779 dní, čímž vytvořil rekord v délce trvání kosmického letu návratové kosmické lodi. Misi zakončil přistáním na dráze Shuttle Landing Facility, která dříve sloužila k přistávání raketoplánů Space Shuttle.